# Ressurreição de Lázaro

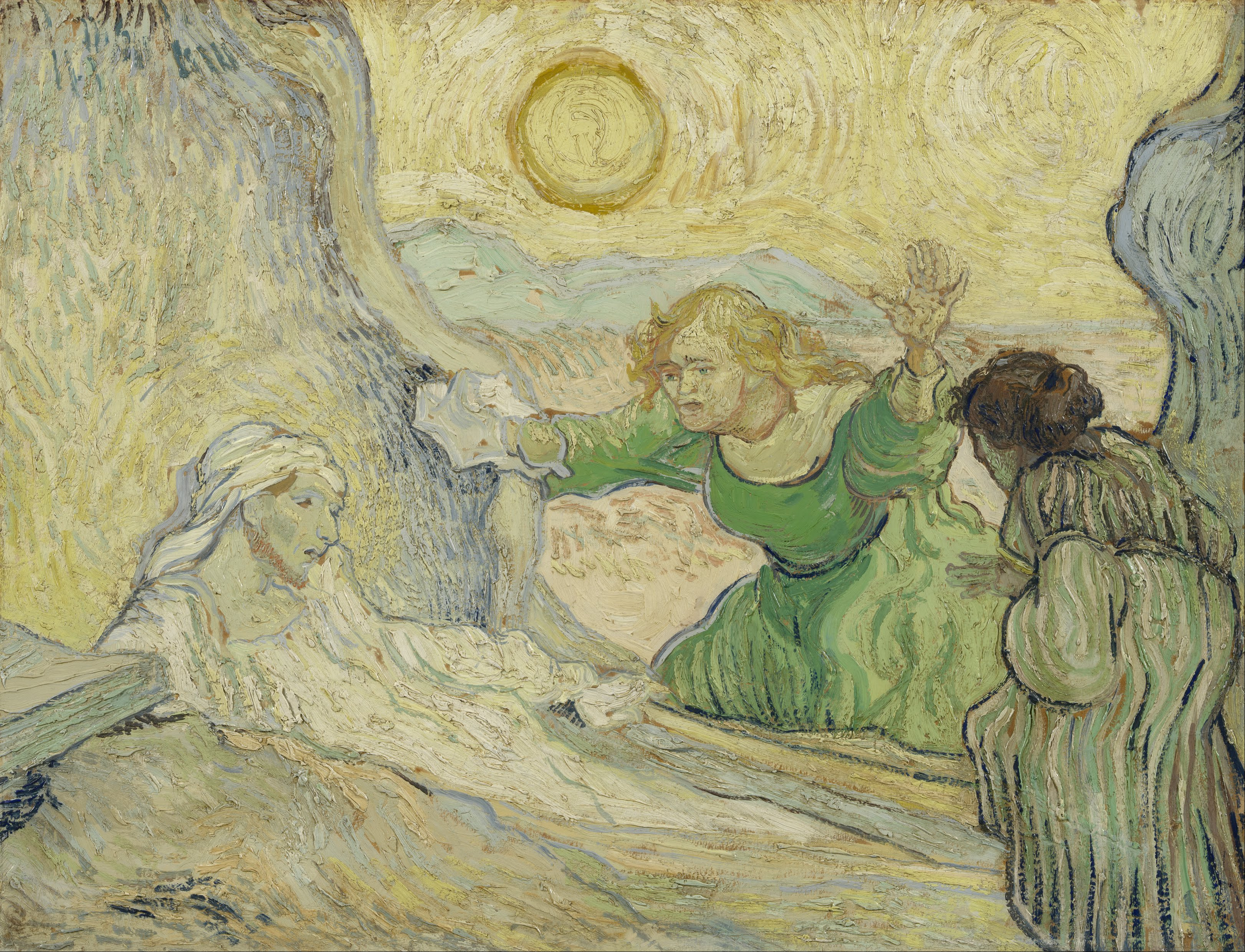
Ressurreição de Lázaro.
1889-90. Por Van Gogh, atualmente no Museu Van Gogh, em Amsterdã.

A Ressurreição de Lázaro é um dos milagres de Jesus, relatado em João 11:1–46, no qual Jesus traz Lázaro de Betânia de volta à vida depois de quatro dias de sepultamento.
Os teólogos Moloney e Harrington enxergam nesta ressurreição um "milagre essencial" que inicia uma sequência de eventos que levará à crucificação de Jesus. Eles consideram-no como um "ressurreição que irá levar à morte", no sentido de que a ressurreição de Lázaro levará à morte de Jesus, o Filho de Deus, em Jerusalém, que terminará por revelar a glória de Deus.
Este Lázaro não tem relação com Lázaro, o leproso, protagonista da Parábola do Rico e Lázaro.
Este evento é uma das três vezes nos evangelhos canônicos que Jesus traz alguém de volta à vida (as outras foram a ressurreição do filho da viúva de Naim e a ressurreição da filha de Jairo).

## Narrativa bíblica
De acordo com o Evangelho de João, as irmãs de Lázaro informam a Jesus que Lázaro estaria doente e precisando de ajuda. Porém, Jesus afirma que: "Esta doença não é para morte, mas para a glória de Deus, a fim de que o Filho de Deus seja por ela glorificado." Jesus então atrasa a sua viagem por dois dias. Os discípulos de Jesus temem voltar à Judeia, mas Jesus os ordena que o sigam,  e os afirmando: "Lázaro morreu e por vossa causa folgo de não me achar lá, para que creiais". Quando eles chegaram em Betânia, Lázaro já estava morto e enterrado havia quatro dias. Marta, a irmã de Lázaro, diz então a Jesus: "Senhor, se tivesses estado aqui, não teria morrido meu irmão", mas Jesus reafirma para ela que seu irmão irá retornar e afirma:
| “ | «Eu sou a ressurreição e a vida. O que crê em mim, ainda que esteja morto, viverá; e todo o que vive e crê em mim, nunca jamais morrerá; crês isto?» (João 11:25–26) | ” |

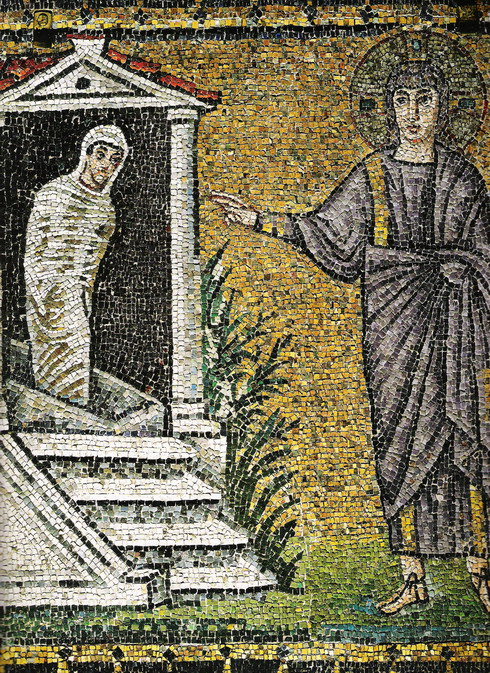
Ressurreição de Lázaro
Mosaico do século IV na igreja de Sant'Apollinare Nuovo, em Roma.

Jesus então travou um diálogo similar com Maria, irmã de Lázaro e de Marta, que chorava juntamente com outros judeus. E então "Jesus chorou", compadecido. Logo em seguida, ele vai com todos até o túmulo de Lázaro, que já cheirava mal e diz: "Não te disse eu que, se creres, verás a glória de Deus?". Logo em seguida, em oração, ele pede:
| “ | «Pai, graças te dou que me ouviste. Eu sabia que sempre me ouves, mas assim falei por causa desta multidão que me cerca, a fim de crerem que tu me enviaste.» (João 11:41–42) | ” |

Após ter dito isto, Jesus gritou em voz alta: " Lázaro, sai para fora!".O morto então saiu, com as mãos e pés enrolados em tiras de linho e com panos à volta do rosto. Jesus disse então ao grupo: "Desatai-o e deixai-o ir."

## Interpretação
O milagre da ressurreição de Lázaro é o clímax dos "sinais" de João. Ele é a explicação para as multidões que acompanhavam Jesus no Domingo de Ramos e leva diretamente à decisão de Caifás e do Sinédrio de assassinar Jesus.